# Rajshahi
Pronunciação

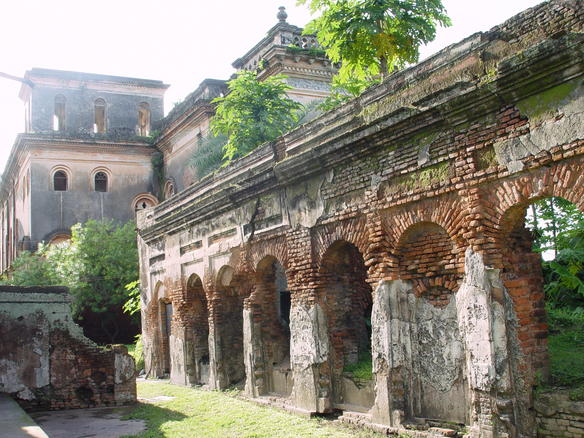
Ruínas em Puthia, Rajshahi

Rajshahi é uma cidade de Bangladesh, capital da divisão de Rajshahi.
A cidade está localizada às margens do rio Padma. A Rajshahi moderna encontra-se na antiga região de Pundravardhana. A fundação da cidade data de 1634, segundo registros epigráficos no mausoléu de Sufi santo Shah Makhdum. A área abrigou um assentamento holandês em Rajshahi, no século 18.